# Juanfernandezia
Juanfernandezia melanocephala es una especie de araña araneomorfa de la familia Linyphiidae. Es el único miembro del género monotípico Juanfernandezia.

## Distribución
Se encuentra en Chile en la Isla Alejandro Selkirk del Archipiélago Juan Fernández.